# Bệnh da liễu
Bệnh da liễu (hợp xưng của "bệnh da" và "bệnh hoa liễu"), gọi tắt là da liễu là các chứng bệnh ảnh hưởng đến bề mặt của cơ thể: da, lông, tóc, móng, các cơ và tuyến liên quan. "Hoa liễu" (chữ Hán: 花柳) nghĩa gốc là "hoa và liễu", nghĩa bóng là chỉ kỹ viện và kỹ nữ. Bệnh hoa liễu là cách gọi khác của bệnh lây truyền qua đường tình dục, ý muốn nói đây là bệnh của gái bán dâm. Da liễu thực ra là tên gọi thừa và không chính xác, gọi là bệnh da hoặc bệnh bì phu (bì phu có nghĩa là da) thì chính xác hơn.

## Hình thái học

### Tổn thương sơ cấp

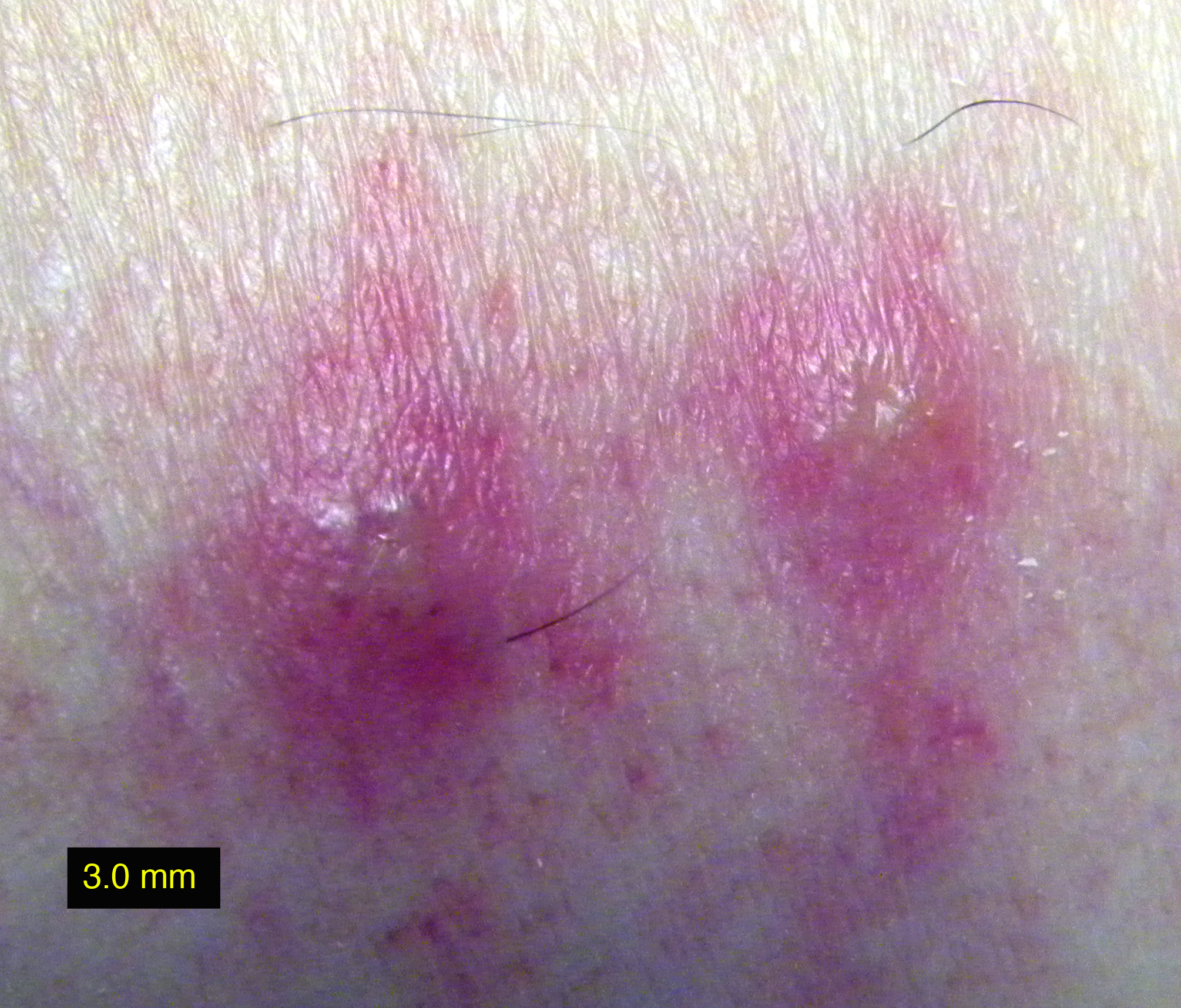
Vết cắn đặc trưng bọ chét Nam Mỹ để lại trên da người

- Chấm: là một vùng da đổi màu so với màu bình thường, có bờ, không gồ hay lõm so với da xung quanh nên không sờ được. Một số sang thương có thể giống chấm, nhưng lại gồ (tức là sẩn) khi chiếu ánh sáng nghiêng.[1]
- Đốm: (patch) là chấm có độ lớn từ 5-10mm, sờ không thấy.
- Sẩn: là sang thương nông, rắn, thường dưới 0,5 cm đường kính. Sẩn gồ khỏi bề mặt da xung quanh nên sờ được.
- Mảng: là một gồ dạng cao nguyên và chiếm một khoảng da tương đối rộng so với chiều cao của nó. Mảng thường có bờ rõ và thường được tạo thành do nhiều sẩn tập họp lại như trong bệnh vẩy nến hay u sùi dạng nấm.
- Mụn nước: là một ổ nông chứa dịch, gồ lên và được bao bọc.
- Mụn mủ: hay còn gọi là nhọt, là một ổ nông ở da, được bao bọc, chứa dịch tiết mưng mủ, có thể có màu trắng, vàng, vàng xanh hay xuất huyết.
- Nứt: là một vết nứt xuất hiện trên da, thường hẹp nhưng sâu.
- Loét: là tổn thương da do mất thượng bì và phần trên lớp nhú của lớp bì. Nó có thể mở rộng vào lớp dưới da và luôn luôn xảy ra trong mô có thay đổi về bệnh học.[2][3]
- Thể hang: dạng đường quanh co, hơi xám, gây ra bởi các sinh vật đào hạng trong da (như cái ghẻ).

### Tổn thương thứ cấp
- Vảy: là các mảnh của lớp sừng. Chúng có thể rộng (như màng) hay nhỏ (như bụi), dính hay lỏng lẻo. Vảy dày và dính tạo cảm giác sạn (như giấy nhám) do tăng lớp sừng khu trú.
- Mào: hình thành khi huyết thanh, máu hay dịch tiết mủ khô trên bề mặt da. Mào có thể mỏng, dễ vụn (chốc khô) hay dày và dính (chốc loét).
- Chai: bề mặt da gây cảm thấy dày và cứng hơn.
- Teo: đề cập đến một sự mất mát của các mô như biểu bì, da, hoặc dưới da.